# 個室ひかり
個室ひかり（こしつひかり）とは、日本国有鉄道（国鉄）が計画、設計していた新幹線車両である。寝台設備を備えた新幹線車両として計画されながら、1982年（昭和57年）に設計図が完成したのみで、実際には製造は行われす、未成車両として終わった。

## 計画の背景
個室ひかりが計画されたのは国鉄末期の1981年（昭和56年）の事であった。東海道・山陽新幹線の開業や夜行高速バスの影響で利用客が減る寝台特急の設備を新幹線に設けようとしていたが、製造費の予算の困難や騒音の問題でこの計画は却下されてしまった。

## 構造
それまで昼行便の東海道・山陽新幹線に夜行便の案を計画していた。新幹線100系電車と同じく2階建て車両を備えており、食堂車は備えてはいないという車両だった。発車時間は午後8時に東京（上りでは博多）を出発し、午前10時に博多（上りでは東京）に着くというダイヤで、騒音や夜間保守時間帯の確保のため、一部の中間駅で午前0時から午前6時に停車するという構想だった。

## 製造中止
1982年に設計図は完成し、試作車が製造されることになり、製造命令も下されるはずであった。しかし、国鉄再建や騒音の問題や夜間保守時間帯の問題のため、この製造は白紙撤回になった。
この個室ひかりについては、同じく製造中止になった新幹線荷物・郵便輸送車両と同様に製造中止後も数々の情報も紹介されており、日の目を見る事が出来なかった新幹線車両として、鉄道ファンには広く知られている。